# 싯포정
싯포정(일본어: 七宝町)은 아이치현 아마군의 정이다. 정명은 역내의 엔시마 촌이 에도 시대 말기부터 칠보나무 공예품의 제조로 번성했던 것과 관련해 붙여졌다. 가가 번주 마에다 도시이에의 정실 마쓰의 탄생지이다. 면적은 8.33km2이고 인구는 2009년 11월 1일 기준으로 22,974명이다.
2010년 3월 22일에 아마 군 지모쿠지정, 미와정과 합병해 아마시가 되어 소멸되었다.

## 지리
- 나고야시(나카가와구)
- 쓰시마시
- 아마군 미와정, 지모쿠지정, 오하루정, 가니에정

## 역사
- 1906년 - 가이토 군 싯포 촌이 성립하였다.
- 1913년 - 가이토 군과 가이사이 군이 합병해 아마 군 싯포 촌이 되었다.
- 1966년 - 정으로 승격해 싯포 정이 되었다.

## 교통

### 철도
- 나고야 철도 쓰시마선

### 도로
- 히가시메이한 자동차도